# Larbi Bourrada
Larbi Bourrada (parfois Bouraâda ou encore Bouraada, né le 10 mai 1988 à Ouled Hadadj près de Reghaia) est un athlète algérien, spécialiste du décathlon. Il est sextuple champion d'Afrique en 2008 à Addis-Abeba, en 2010 à Nairobi, en 2014 à Marrakech, en 2018 à Asaba, en 2022 à Saint-Pierre et en 2024 à Douala. Il est également détenteur du record d'Afrique du décathlon avec 8 521 pts, à l'occasion du décathlon des Jeux olympiques d'été de 2016 à Rio de Janeiro.

## Carrière
Il commence l'année 2009, en améliorant son record personnel avec un score de 8 037 points, obtenu à Alger. Aux championnats du monde de Berlin, notamment grâce à sa victoire dans la dernière épreuve, le 1 500 m, il termine 13e avec 8 171 points, nouveau record d'Afrique. Dans ce décathlon, le plus dense de toute l'histoire de l'athlétisme, où le 20e classé a fait plus de 8 000 points, Bouraâda a battu sept records personnels (100 m, poids, 110 m haies, disque, perche, javelot et 1 500 m). 
Aux championnats d'Afrique de Nairobi en 2010, il améliore encore plusieurs records personnels (lancer du poids, perche, javelot). Toutefois, il rate la dernière épreuve du 1 500 mètres en se classant 4e avec un temps de 4 min 36 s 04 et loupe du coup un nouveau record continental (son record personnel dans cette épreuve est de 4 min 12 s 15). Il termine la compétition en tête avec 8 148 points. 
Il établit un nouveau record d'Afrique en remportant le meeting de Ratingen (Allemagne) le 17 juillet 2011, avec 8 302 points. Durant ce meeting, Larbi améliore ses performances dans trois épreuves : sur 100 m, au saut en longueur et au lancer du disque.
Il termine dixième lors des championnats du monde d'athlétisme 2011 à Daegu avec un total de points de 8 158, avec notamment deux records personnels : 14 s 56 au 110m haies et 4,90 m au saut à la perche. Il continue sur sa lancée au saut à la perche lors des Jeux africains de Maputo où il remporte le titre avec un nouveau record personnel (5,00 m) le 14 septembre.
Le 15 juin 2012, il bat une nouvelle fois le record d'Afrique au meeting de Ratingen avec 8 332 points. Cependant il est contrôlé positif durant cette compétition et ce record est annulé. Il est suspendu deux ans
En 2014, il devient champion d'Afrique à Marrakech en totalisant 8 311 points, record personnel.
L'athlète a pour entraineur Ahmed Mahour Bacha.
En 2016, il se classe à la 5e place dans le décathlon lors des Jeux olympiques d'été de 2016 en portant le record d'Afrique à 8 521 points. Il améliore alors ses records personnels du 100 m, 110 m haies, lancer du disque et lancer du javelot.
Il récupère son titre de champion d'Afrique en 2018 à Asaba, et le remporte pour la cinquième fois en 2022 à Saint-Pierre, puis une sixième fois en 2024 à Douala.

## Palmarès
| Date | Compétition                    | Lieu           | Résultat | Épreuve   | Marque        |
| ---- | ------------------------------ | -------------- | -------- | --------- | ------------- |
| 2007 | Championnats panarabes         | Amman          | 3e       | Décathlon | 7 046 pts     |
| 2007 | Jeux africains                 | Alger          | 3e       | Décathlon | 7 349 pts     |
| 2007 | Championnats d'Afrique juniors | Ouagadougou    | 2e       | Perche    | 4,60 m        |
| 2008 | Championnats d'Afrique         | Addis-Abeba    | 2e       | Perche    | 4,50 m        |
| 2008 | Championnats d'Afrique         | Addis-Abeba    | 1er      | Décathlon | 7 574 pts     |
| 2009 | Championnats du monde          | Berlin         | 13e      | Décathlon | 8 171 pts     |
| 2010 | Championnats d'Afrique         | Nairobi        | 1er      | Décathlon | 8 148 pts     |
| 2010 | Championnats d'Afrique         | Nairobi        | 2e       | Perche    | 4,60 m        |
| 2010 | Mehrkampf-Meeting              | Ratingen       | 1er      | Décathlon | 8 302         |
| 2010 | Coupe continentale             | Split          | 8e       | Longueur  | 7,12 m        |
| 2010 | Coupe continentale             | Split          | 7e       | Perche    | 4,80 m        |
| 2011 | Mehrkampf-Meeting              | Ratingen       | 1er      | Décathlon | 8 332         |
| 2011 | Championnats du monde          | Daegu          | 10e      | Décathlon | 8 158 pts     |
| 2011 | Jeux africains                 | Maputo         | 1er      | Perche    | 5,00 m        |
| 2014 | Championnats d'Afrique         | Marrakech      | 1er      | Décathlon | 8 311 pts     |
| 2015 | Championnats du monde          | Pékin          | 5e       | Décathlon | 8 461 pts     |
| 2015 | Jeux mondiaux militaires       | Mungyeong      | 1er      | 4 x 400 m | 3 min 03 s 78 |
| 2016 | Jeux olympiques                | Rio de Janeiro | 5e       | Décathlon | 8 521 pts     |
| 2017 | TNT Express Meeting            | Kladno         | 1er      | Décathlon | 8 120 pts     |
| 2017 | Championnats du monde          | Londres        | finale   | Décathlon | DNF           |
| 2018 | Championnats d'Afrique         | Asaba          | 1er      | Décathlon | 8 101 pts     |
| 2019 | Jeux africains                 | Rabat          | 3e       | Perche    | 4,70 m        |
| 2019 | Jeux africains                 | Rabat          | 1er      | Décathlon | 7 319 pts     |
| 2021 | Championnats panarabes         | Radès          | 1er      | Décathlon | 7 311 pts     |
| 2022 | Championnats d'Afrique         | Saint-Pierre   | 1er      | Décathlon | 7 776 pts     |
| 2023 | Jeux panarabes                 | Oran           | 1er      | Décathlon | 7 362 pts     |
| 2024 | Championnats d'Afrique         | Douala         | 1er      | Décathlon | 7 447 pts     |

## Records

### Records personnels
| Épreuve           | Performance    | Lieu                 | Date                      |
| ----------------- | -------------- | -------------------- | ------------------------- |
| 100 m             | 10 s 61 (w)    | Ratingen             | 16 juillet 2011           |
| Saut en longueur  | 7,94 m (w)     | Ratingen             | 16 juillet 2011           |
| Lancer du poids   | 14,00 m (i)    | Paris                | 27 février 2010           |
| Saut en hauteur   | 2,10 m         | Alger Rio de Janeiro | 11 juin 2009 17 août 2016 |
| 400 m             | 46 s 69        | Alger                | 11 juin 2009              |
| 110 m haies       | 14 s 00        | Alger                | 1er août 2015             |
| Lancer du disque  | 42,39 m        | Rio de Janeiro       | 18 août 2016              |
| Saut à la perche  | 5,00 m         | Maputo               | 9 octobre 2011            |
| Lancer du javelot | 66,87 m        | Asaba                | 2 août 2018               |
| 1 500 m           | 4 min 12 s 15  | Berlin               | 20 août 2009              |
| Décathlon         | 8 521 pts (AR) | Rio de Janeiro       | 18 août 2016              |

### Records d'Afrique
| N° | Épreuve   | Points | Compétition           | Lieu           | Date       |
| -- | --------- | ------ | --------------------- | -------------- | ---------- |
| 1  | Décathlon | 8 171  | Championnats du monde | Berlin         | 20/08/2009 |
| 2  | Décathlon | 8 302  | Meeting Ratingen      | Ratingen       | 17/07/2011 |
| 3  | Décathlon | 8 461  | Championnats du monde | Pékin          | 29/08/2015 |
| 4  | Décathlon | 8 521  | Jeux olympiques       | Rio de Janeiro | 18/08/2016 |